# Associació estel·lar d'Escorpió-Centaure

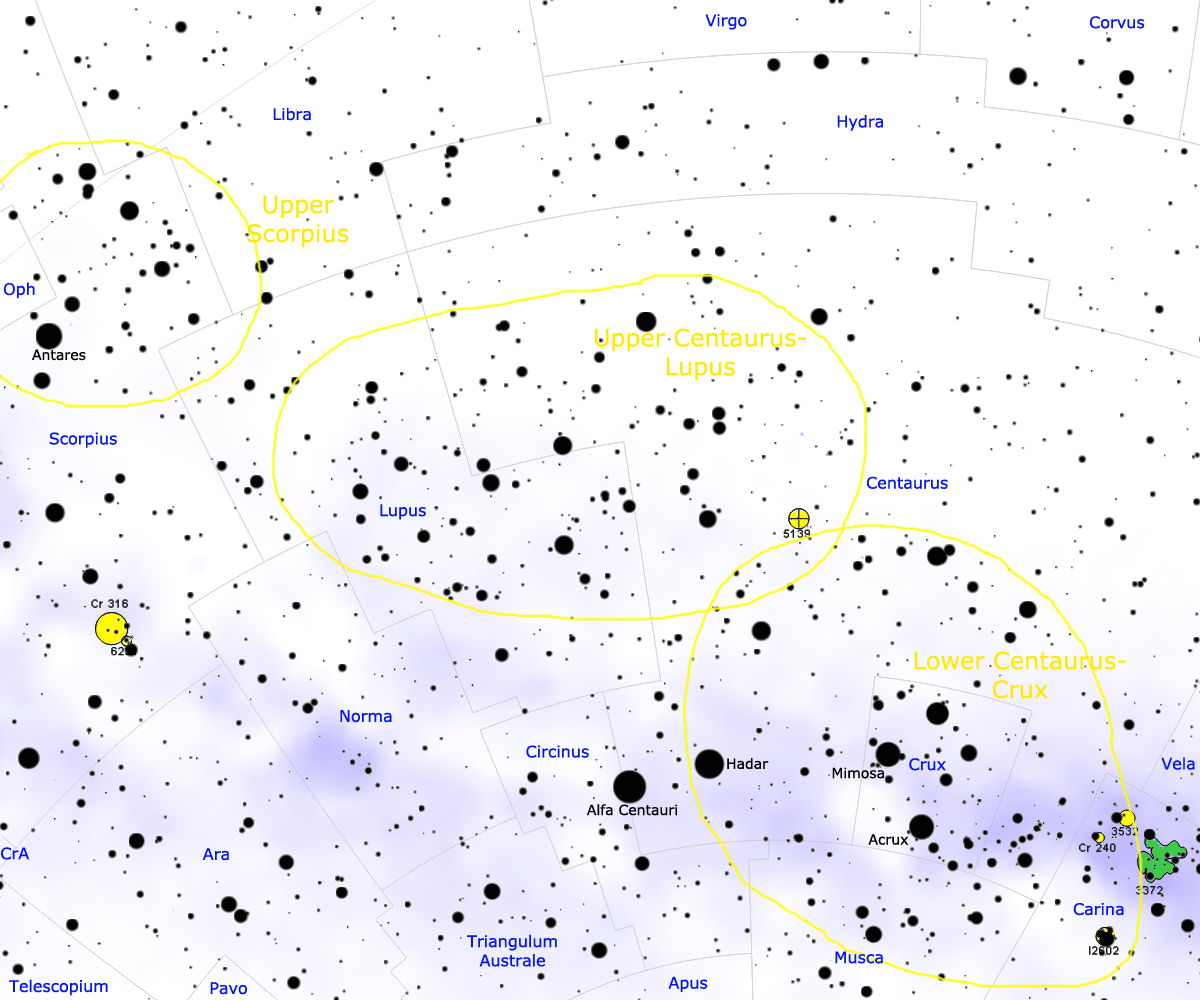
Mapa de l'associació estel·lar d'Escorpió-Centaure

L'associació estel·lar d'Escorpió-Centaure (anomenada també Sco-Cen) és l'associació estel·lar OB més propera al Sol. Es compon de tres subgrups (Scorpius Superior, Centaurus Superior-Lupus, i Centaurus Inferior-Crux), les distàncies mitjanes del qual varien entre 380 i 470 anys llum. Els subgrups d'Sco-Cen tenen una edat compresa entre els 5 milions d'anys d'Scorpius Superior i els aproximadament 15 milions d'anys de Centaurus Superior-Lupus i Centaurus Inferior-Crux. Molts dels brillants estels blaus de les constel·lacions d'Scorpius, Lupus, Centaurus i Crux formen part de l'Associació d'Sco-Cen, incloent-hi Antares (el membre més massiu d'Scorpius Superior), i la majoria dels estels de la Creu del Sud. Centenars d'estels han estat identificats com a membres d'Sco-Cen, amb masses que van des d'unes 15 masses solars (Antares) fins per sota del límit de la fusió d'hidrogen (nans marrons), i és la població estel·lar total de cadascun dels tres subgrups de l'ordre de 1.000-2.000 membres.
Els estels que formen part de l'associació d'Sco-Cen tenen moviments propis convergents d'aproximadament 0,02-0,04 segons d'arc per any, indicant que els estels tenen vectors de velocitat gairebé paral·lels, movent-se a uns 20 km/s pel que fa al Sol. La dispersió de les velocitats dins dels subgrups és amb prou feines de 1-2 km/s i les components del grup probablement no estan gravitacionalment lligades entre si. Diverses supernoves han esclatat en Sco-Cen en els últims 15 milions d'anys, deixant una xarxa de superbombolles de gas en expansió al voltant del grup, entre les quals s'inclou la Bombolla Loop I. Per a explicar la presència de 60Fe radioactiu en escorces profundes de ferromanganès en l'oceà de la Terra, s'ha proposat que una supernova propera, possiblement membre d'Sco-Cen, va esclatar en el veïnatge del sistema solar fa uns 3 milions d'anys.